# Milton Keynes (parish)
Milton Keynes är en ort i civil parish Broughton and Milton Keynes, i kommunen Milton Keynes, i grevskapet Buckinghamshire, i England. Denna civil parish hade 8 030 invånare år 2021. Byn nämndes i Domedagsboken (Domesday Book) år 1086, och kallades då Mid(d)eltone/Midueltone.